# Nemopilema nomurai
La medusa di Nomura (Nemopilema nomurai Kishinouye, 1922)  (エチゼンクラゲ?, echizen kurage) è una grande medusa della famiglia Rhizostomatidae, unica specie del genere Nemopilema.

## Descrizione
La medusa di Nomura cresce fino a 3 m di diametro i suoi tentacoli possono raggiungere i 30 m; riesce a pesare fino a 220 kg;.
Nel 2009, un peschereccio di 10 tonnellate, il Shinsho Diasan-maru, si è capovolto al largo di Chiba nella Baia di Tokyo mentre i suoi tre uomini d'equipaggio stavano cercando di issare a bordo una rete contenente decine di enormi meduse Nomura; i tre sono stati salvati da un altro peschereccio.

## Distribuzione e habitat
La medusa di Nomura è tipica del mar Giallo e del mar Cinese Orientale, dove è stata identificata per la prima volta negli anni venti. Recentemente, cioè dall'anno 2002, una popolazione di meduse di Nomura si è spinta nel mar del Giappone, a causa delle forti piogge che hanno creato forti correnti al delta a estuario dello Yangtze, oppure per il cambiamento climatico che ha reso l'ambiente marino nipponico più adatto alla riproduzione per questa specie.

## Pericolosità
Le informazioni riportate non sono consigli medici e potrebbero non essere accurate. I contenuti hanno solo fine illustrativo e non sostituiscono il parere medico
La puntura di questo animale genera immediatamente un dolore molto intenso, seguito da arrossamento e gonfiore nella parte interessata che può essere anche mortale per l'uomo. Dato che ancora non era nota la composizione del suo veleno, recentissimi studi hanno permesso agli scienziati di cercare di analizzare la sua composizione e il suo complesso meccanismo di azione tramite sequenziamento genomico, trascrittomico e proteomico. Non è stato possibile capire fino in fondo la sua complessità per la estrema difficoltà di separare le tossine da altre proteine presenti, ma si è scoperto che si basa su almeno 200 sostanze tossiche di vario genere, tra cui: fosfolipasi, inibitore dei canali del potassio, emolisina, trombina, ecc. e che potrebbero anche agire tra loro in modo sinergico. Ogni tossina potrebbe colpire organi diversi e alcuni esperimenti sui topi e a seguito della successiva autopsia si è visto come esse attaccano diversi obiettivi: membrane cellulari, canali di potassio e possono anche influenzare la coagulazione del sangue. Le tossine del sangue come quelle simili alla trombina e le emolisine potrebbero essere sinergicamente coinvolte nella mortalità.